# Weißeritztalhänge
Das Naturschutzgebiet Weißeritztalhänge liegt im Landkreis Sächsische Schweiz-Osterzgebirge (Sachsen).

## Lage
Das aus zwei Teilflächen bestehende Naturschutzgebiet erstreckt sich östlich und südlich der Kernstadt von Tharandt und nördlich von Höckendorf, einem Ortsteil der Gemeinde Klingenberg, entlang der Wilden Weißeritz und der Staatsstraße 192.
Das Gebiet liegt nach der Naturraumkarte von Sachsen in der Mesogeochore „Dippoldiswalder Riedelland“ und gehört zur Mikrogeochore „Tharandter Weißeritz-Tal“.

## Bedeutung
Das 448,6 ha große Gebiet mit der NSG-Nr. D 38 wurde im Jahr 1961 unter Naturschutz gestellt. Es ist Teil des nach der europäischen Richtlinie 92/43/EWG (Fauna-Flora-Habitat-Richtlinie) (kurz „FFH-Richtlinie“) ausgewiesenen Natura-2000-Gebietes mit der Bezeichnung „Täler von Vereinigter und Wilder Weißeritz“ und der EU-Meldenummer DE 4947-301 (FFH-Gebiet) und gehört zum Europäischen Vogelschutzgebiet „Weißeritztäler“.
Als Schutzzweck wird angestrebt: „Erhaltung und Dokumentation eines ausgedehnten, arten- und strukturreichen Leitenwaldkomplexes aus höhenstufen- und expositionsbedingt verschiedenen Waldgesellschaften am Erzgebirgsnordrand. Bewahrung und Entwicklung der Wilden Weißeritz als Fließgewässer mit naturnaher Struktur und Gewässerdynamik sowie Erhaltung und Förderung der gebietseigenen Pflanzen- und Tierpopulationen ein schließlich ihrer Habitate im überregionalen Verbund. Erhaltung kulturhistorisch wertvoller Nutzungsrelikte der Niederwaldbewirtschaftung.“
In dem Gebiet sollen die Lebensraumtypen (LRT) Hainsimsen-Buchenwälder (LRT 9110), Waldmeister-Buchenwälder (LRT 9130), Labkraut-Eichen-Hainbuchen-Wälder (LRT 9170) sowie Schlucht- und Hangmischwälder (LRT 9180) geschützt werden. Im Naturschutzgebiet wurden Vorkommen von Bechsteinfledermaus (Myotis bechsteinii), Großem Mausohr (M. myotis), Mopsfledermaus (Barbastella barbastellus), Fischotter (Lutra lutra), Westgroppe (Cottus gobio), Bachneunauge (Lampetra planeri), Spanischer Flagge (Euplagia quadripunctaria) und Grüner Keiljungfer (Ophiogomphus cecilia) festgestellt. Auch kommen Brutvogelarten vor wie Eisvogel (Alcedo atthis), Rotmilan (Milvus milvus), Grauspecht (Picus canus), Schwarzspecht (Dryocopus martius) und Zwergschnäpper (Ficedula parva). Außerdem gibt Beobachtungen balzender Uhus (Bubo bubo).